# Французький ключ

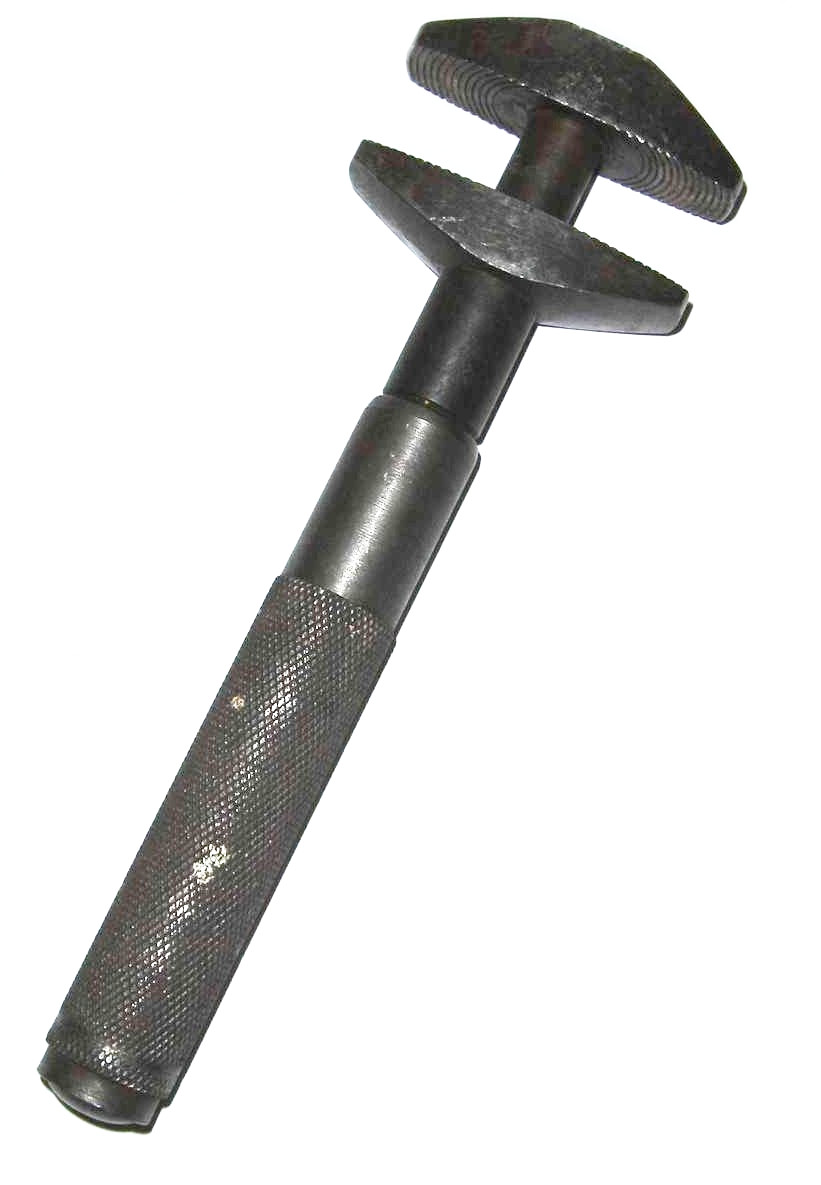
Французький ключ

Французький ключ, також «ключ монкі» (від англ. monkey wrench) — гайковий ключ Т-подібної форми з регульованим зівом, механізм якого приводиться в дію обертовою ручкою. Був поширений у XIX — початку XX ст., але зараз витіснений легшим і меншим шведським ключем.
Винахід ключа російськомовні джерела приписують французькому інженеру Ле Руа-Трібо, що отримав патент на конструкцію в 1837 р.. У німецькомовних країнах ключ теж відомий як Franzose, у Польщі — як klucz francuski.

## Схожі види ключів
Схожим інструментом є так званий англійський ключ (нім. Engländer), що має дещо іншу форму, а американська модифікація замість обертової ручки використовує гвинт під нижньою губкою. В англомовних країнах відомий як monkey wrench.
На англійський ключ схожий і один з двох типів трубного ключа — ключ Стіллсона, що на відміну від дворучного ключа Йохансона має одну ручку.

## Символіка
Зображення французького чи англійського розвідних ключів присутнє на дорожньому знаку «Технічне обслуговування автомобілів».